# Emilie Béatrice Epaye
Emilie Béatrice Epaye (República Centreafricana, ca. 1956) és una professora i política centreafricana dedicada a organitzacions de diàleg social i humanitari, especialment activa en la lluita i defensa pels drets humans i la reconciliació nacional al seu país. Va ser ministra de Comerç i Indústria el sota el govern del president François Bozizé i va ser membre de l'Assemblea Nacional del seu país. Epaye advoca per un govern millor, pel desenvolupament econòmic i per les llibertats de la societat civil. El 2015, va ser guardonada amb el premi Internacional Dona Coratge del Departament d'Estat dels Estats Units.